# Vopnafjörður (fiordo)
Il Vopnafjörður è un fiordo nel nord dell'Islanda tra la baia di Héraðsflói e il Þistilfjörður.

## Posizione
Si trova a ovest della penisola di Kollumúli e ad est della penisola di Digranes. Ha una larghezza di circa 18 chilometri e si estende per 20 chilometri nel paese.
Vopnafjörður, l'unica località su questa costa, si trova all'interno di questo fiordo sul promontorio di Kolbeinstangi. Il fiume Hofsá scorre a est del villaggio. Ad ovest del promontorio si trova la baia Nípsfjörður.